# Taratretis derwentensis
Taratretis derwentensis är en fiskart som beskrevs av Last, 1978. Taratretis derwentensis ingår i släktet Taratretis och familjen flundrefiskar. Inga underarter finns listade i Catalogue of Life.